# Gonçalves Dias
Antônio Gonçalves Dias (Aldeias Altas, 10 de agosto de 1823 – Guimarães, 3 de novembro de 1864) foi um poeta, dramaturgo e etnólogo brasileiro, considerado o poeta nacional do Brasil. Sua obra, identificada com a primeira geração do romantismo brasileiro, contribuiu significativamente para a construção da literatura e da identidade cultural do Brasil. É geralmente lembrado pelo seu poema Canção do Exílio, apontado como o mais popular da literatura brasileira, sendo também exaltado por leitores e críticos pelos épicos I-Juca Pirama e Canção do Tamoio.

## Biografia

### Primeiros anos

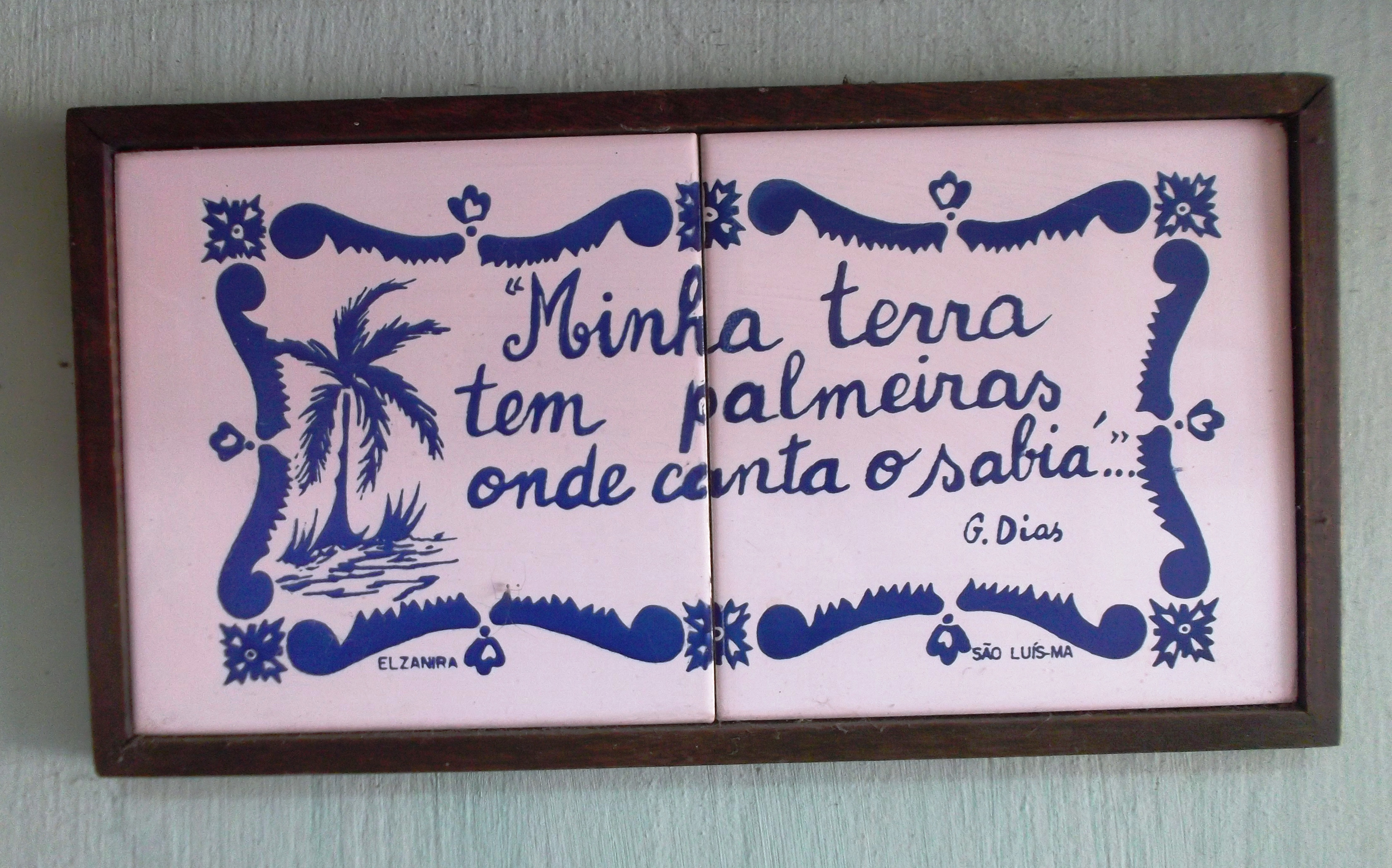
Azulejo com trecho da Canção do Exílio.

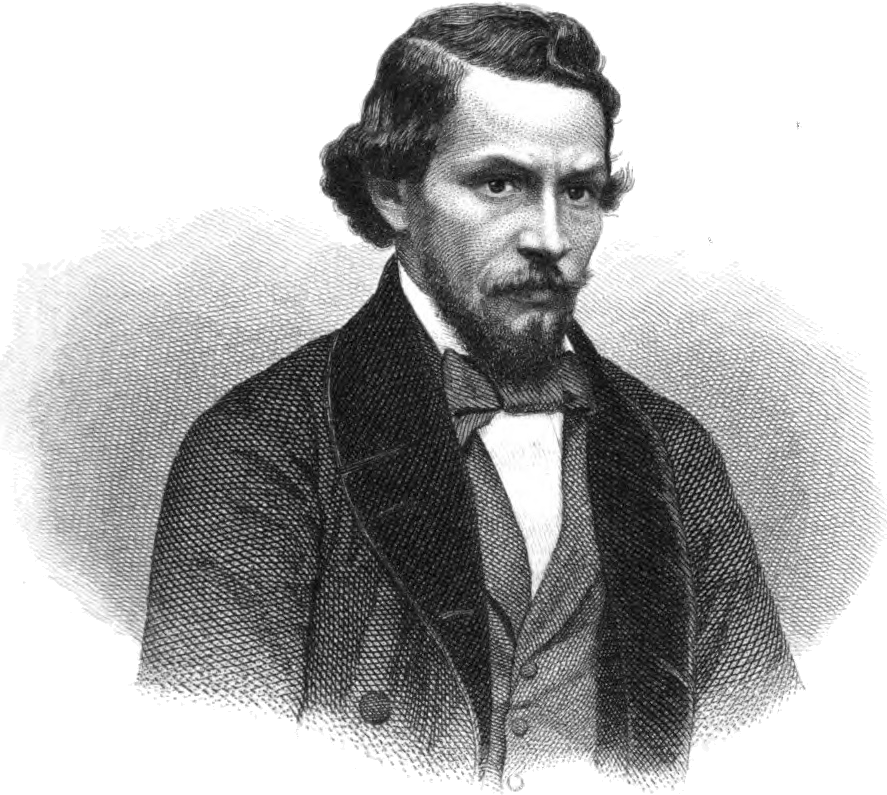
Gonçalves Dias, c. 1877

Antônio Gonçalves Dias nasceu em 10 de agosto de 1823, no sítio Boa Vista, em terras de Jatobá (a 14 léguas de Caxias, hoje pertencente à cidade emancipada com nome de Aldeias Altas). Morreu aos 41 anos em um naufrágio do navio Ville de Boulogne, próximo à região do baixio dos Atins, na baía de Cumã, município de Guimarães. Advogado de formação, é mais conhecido como poeta e etnógrafo, sendo relevante também para o teatro brasileiro, tendo escrito quatro peças. Teve também atuação importante como jornalista. Nesta área, encontra-se colaboração da sua autoria na Revista Contemporânea de Portugal e Brasil (1859–1865).
Era filho de uma união não oficializada entre o comerciante português João Manuel Gonçalves Dias, natural de Trás-os-Montes, e Vicência Mendes Ferreira, uma maranhense mestiça de origem indígena e negra. Após o casamento de seu pai com Adelaide Ramos D’Almeida, pertencente a uma ilustre família de São Luís, Gonçalves Dias foi levado para viver com o casal e sua madrasta, Adelaide. Manuel e Adelaide tiveram mais quatro filhos. Durante esse período, Gonçalves Dias foi proibido de visitar sua mãe biológica, Vicência, a quem reencontraria apenas quinze anos depois. Estudou inicialmente por um ano com o professor José Joaquim de Abreu, quando começou a trabalhar como caixeiro e a tratar da escrituração da loja de seu pai, que faleceu em 1837.
Iniciou seus estudos de latim, francês e filosofia em 1835, quando foi matriculado em uma escola particular.

### Estudos, poemas e teatros
Foi estudar em Cuba, em Portugal, onde em 1838 terminou os estudos secundários e ingressou na Faculdade de Direito da Universidade de Coimbra (1840), retornando em 1845, após bacharelar-se. Mas antes de retornar, ainda em Coimbra, participou dos grupos medievistas da Gazeta Literária e de O Trovador, compartilhando das ideias românticas de Almeida Garrett, Alexandre Herculano e António Feliciano de Castilho. Lá, recebeu profunda influência de Friedrich Schiller, principalmente na sua produção teatral. Por se achar tanto tempo fora de sua pátria inspira-se para escrever a Canção do Exílio e parte dos poemas de "Primeiros cantos" e "Segundos cantos"; o drama Patkull, profundamente schilleriano; e "Beatriz de Cenci", depois rejeitado por sua condição de texto "imoral" pelo Conservatório Dramático do Brasil. Foi ainda neste período que escreveu fragmentos do romance biográfico "Memórias de Agapito Goiaba", destruído depois pelo próprio poeta, por conter alusões a pessoas ainda vivas.

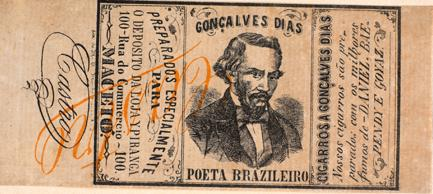
Litografia de Gonçalves Dias em rótulo de cigarro.

No ano seguinte ao seu retorno conheceu aquela que seria a sua grande musa inspiradora: Ana Amélia Ferreira Vale. Várias de suas peças românticas, inclusive "Ainda uma vez — Adeus" foram escritas para ela. Nesse mesmo ano ele viajou para o Rio de Janeiro, então capital do Brasil, onde trabalhou como professor de história e latim do Colégio Pedro II, além de ter atuado como jornalista, contribuindo para diversos periódicos: Jornal do Commercio, Gazeta Oficial, Correio da Tarde e Sentinela da Monarquia, publicando crônicas, folhetins teatrais e crítica literária.
Em 1849, fundou com Manuel de Araújo Porto-Alegre e Joaquim Manuel de Macedo a revista Guanabara, que divulgava o movimento romântico da época. Em 1851 voltou a São Luís do Maranhão, a pedido do governo para estudar o problema da instrução pública naquele estado.

#### Casamento
Gonçalves Dias pediu Ana Amélia em casamento em 1852, mas a família dela, em virtude da ascendência mestiça do escritor, refutou veementemente o pedido. No mesmo ano retornou ao Rio de Janeiro, onde casou-se com Olímpia da Costa, filha do médico Dr. Cláudio Luís da Costa. A união com Olímpia foi marcada por infelicidade e durou apenas quatro anos. Dessa relação nasceu uma filha, Joana, que faleceu antes de completar dois anos. Logo depois foi nomeado oficial da Secretaria dos Negócios Estrangeiros. Passou os quatro anos seguintes na Europa realizando pesquisas em prol da educação nacional. Voltando ao Brasil foi convidado a participar da Comissão Científica de Exploração, pela qual viajou por quase todo o norte do país.

### Morte

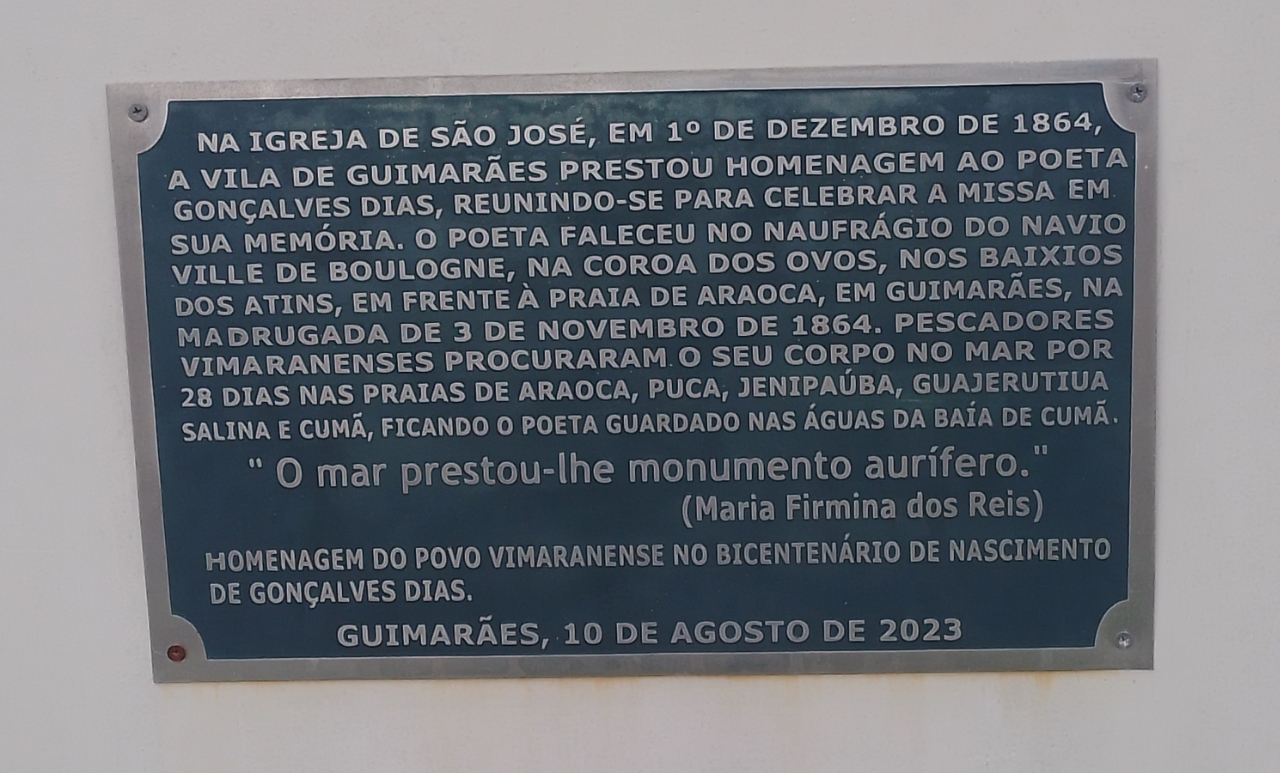
Placa da Igreja Católica São José Guimarantina inaugurado em 2023, homenageando o bicentenário de nascimento de Gonçalves Dias.

Voltou à Europa em 1862, para um tratamento de saúde. Não obtendo resultados retornou ao Brasil em 1864 no navio Ville de Boulogne, que naufragou na costa brasileira; salvaram-se todos, exceto o poeta, que foi esquecido, agonizando em seu leito, e se afogou. O acidente ocorreu nos Baixio dos Atins, na costa de Guimarães, no Maranhão.
A sua obra enquadra-se no Romantismo, pois, a semelhança do que fizeram os seus correligionários europeus, procurou formar um sentimento nacionalista ao incorporar assuntos, povos e paisagens brasileiras na literatura nacional. Ao lado de José de Alencar, desenvolveu o Indianismo. Pela sua importância na história da literatura brasileira, podemos dizer que Gonçalves Dias incorporou uma ideia de Brasil à literatura nacional.

## O grande amor: Ana Amélia
Por ocasião da elaboração da antologia poética da fase romântica, elaborada por Manuel Bandeira, Onestaldo de Pennafort gentilmente escreveu a nota que segue, retirada daquela obra e aqui transcrita:

## Reputação crítica
De Alexandre Herculano

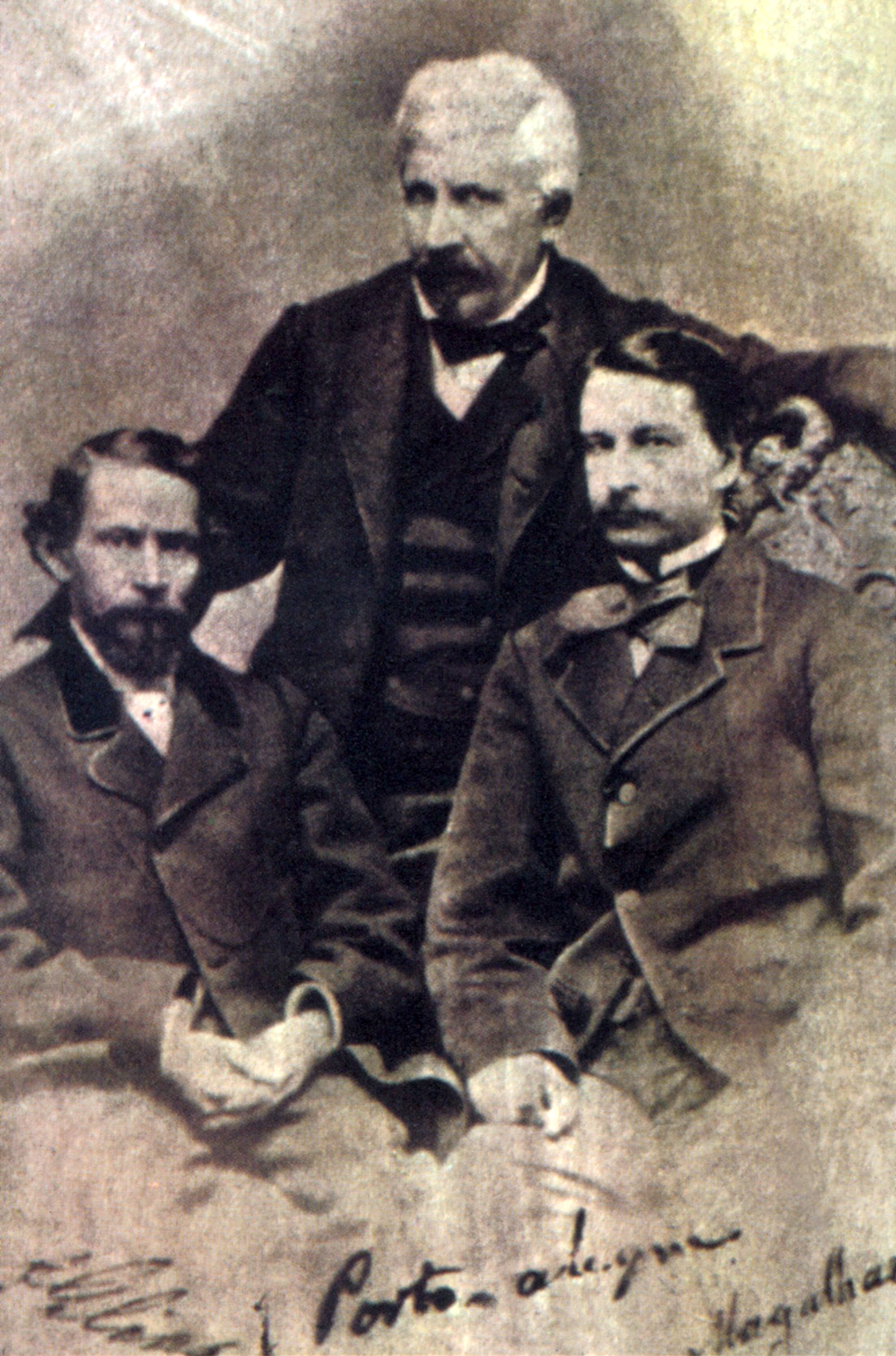
Três renomados escritores brasileiros do século XIX. Da esquerda para direita: Gonçalves Dias, Manuel de Araújo Porto-Alegre e Gonçalves de Magalhães (1858).

"Os primeiros cantos são um belo livro; são inspirações de um grande poeta. A terra de Santa Cruz, que já conta outros no seu seio, pode abençoar mais um ilustre filho. O autor, não o conhecemos; mas deve ser muito jovem. Tem os defeitos dos escritos ainda pouco amestrado pela experiência: imperfeições de língua, de metrificação, de estilo. Que importa? O tempo apagará essas máculas, e ficarão as nobres inspirações estampadas nas páginas deste formoso livro.
Abstenho-me de outras citações, que ocupariam demasiado espaço, não posso resistir à tentação de transcrever das Poesias Diversas uma das mais mimosas composições líricas que tenho lido na minha vida. (Aqui vinha transcrita a poesia Seus Olhos.) Se estas poucas linhas, escritas de abundância de coração, passarem, os mares, receba o autor dos Primeiros Cantos testemunho sincero de simpatia, que não costuma nem dirigir aos outros elogios encomendados nem pedi-los para si".
De José de Alencar
"Gonçalves Dias é o poeta nacional por excelência: ninguém lhe disputa na opulência da imaginação, no fino lavor do verso, no conhecimento da natureza brasileira e dos seus costumes selvagens". (Iracema)
De Machado de Assis
"Depois de escrita a revista, chegou a notícia da morte de Gonçalves Dias, o grande poeta dos Cantos e dos Timbiras. A poesia nacional cobre-se, portanto, de luto. Era Gonçalves Dias o seu mais prezado filho, aquele que de mais louçania a cobriu. Morreu no mar-túmulo imenso para talento. Só me resta espaço para aplaudir a ideia que se vai realizar na capital do ilustre poeta. Não é um monumento para Maranhão, é um monumento para o Brasil. A nação inteira deve concorrer para ele". (Crônicas em Diário do Rio de Janeiro, de 29 de novembro de 1864.)

## Obras publicadas
| Do próprio autor (cronológica) - Primeiros Cantos, Rio de Janeiro, Laemmert, 1846. - Leonor de Mendonça, Rio de Janeiro, J. Villeneuve & Cia, 1846. - Segundos Cantos, Rio de Janeiro, Typographia Classica, 1848. (contém às Sextilhas de Frei Antão). - Meditação (fragmentos in Guanabara, Rio de Janeiro, Ferreira Monteiro, 1848. (publicada completo postumamente). - Últimos Cantos, Rio de Janeiro, Typographia de F. de Paula Brito, 1851. - Cantos: collecção de poezias,2ª ed. Leipzig, Brockhaus, 1857. (todos os poemas e 16 inéditos). - Os Tymbiras, Leipzig, Brockhaus, 1857. - Dicionário da Língua Tupi, Leipzig, Brockhaus, 1858. | Póstumas - Obras posthumas de A. Gonçalves Dias, 6 Vls., Org. Antônio Henriques Leal, São Luís, B. de Matos, 1868. - O Brazil e a Oceania, Rio de Janeiro, H. Garnier, 1909. - Gonçalves Dias: Poesia e prosa completas, Org. Alexei Bueno, Rio de Janeiro, Nova Aguilar, 1998. |

### Todas as obras
| Poesia - 1848: Segundos Cantos, Rio de Janeiro, Ferreira Monteiro. - 1851: Últimos Cantos, Rio de Janeiro, Paula Brito. - 1857: Os Timbiras, Leipzig, Brockhaus - 1857: Cantos, Leipzig, Brockhaus. (contendo todos os cantos anteriores e mais 16 novas composições sob o título de "Novos Cantos"). - 1869: Lira Varia, in "Obras Póstumas", 1869. (poesias inéditas). | Teatro - 1843: Patkull, in "Obras Póstumas", 1869. - 1845: Beatriz Cenci, in "Obras Póstumas", 1869. - 1846: Leonor de Mendonça, Rio de Janeiro, Villeneuve & Cia, 1847. - 1850: Boabdil, in "Obras Póstumas", 1869. | Romance - 1850: Meditação (fragmento), in Guanabara, Rio de Janeiro, Tip. Guanabarense. Apareceria completo in "Obras Póstumas", 1869. - 1843: Memórias de Agapito, in "Obras Póstumas", 1869. - 1843: Um Anjo, in "Obras Póstumas", 1869. | Dicionário - 1858: Dicionário da língua Tupi, Leipzig, Brockhaus. | Etnografia e História - 1846: O Brasil e Oceania, in "Obras Póstumas", 1869. - 1869: História Pátria, in "Obras Póstumas", 1869. (trata-se de uma coleção de críticas selecionadas cujo título História Pátria é atribuída pelo organizador. | Falsas atribuições - Segura o Índio louco é um título que vem sendo falsamente atribuído à Gonçalves Dias através da internet, entretanto não existem fontes que comprovem a sua existência, nem se terá existido. Todas as obras do poeta foram publicadas por ele próprio ou postumamente as inéditas numa organização do seu amigo Antônio Henriques Leal à custódia da esposa do poeta. |

### Obras notáveis
- Canção do Exílio in Primeiros Cantos".
- Ainda uma vez — Adeus" in Cantos".
- Sextilhas de Frei Antão in Segundos Cantos".
- Seus Olhos
- Os Timbiras
- I-Juca-Pirama in Últimos Cantos".

## Homenagens
Municípios
- Bairro Gonçalves Dias (Aldeias Altas — sua cidade Natal, hoje emancipada)
- Museu Gonçalves Dias no Povoado Jatobá (Aldeias Altas — local de nascimento do Poeta)
- Feriado Municipal na cidade de Aldeias Altas-MA (Sua cidade natal hoje emancipada)
- Gonçalves Dias (Maranhão).[14]

Praças
- Praça Gonçalves Dias — Caxias, Maranhão.[15]
- Praça Gonçalves Dias, em São Luís, Maranhão.[15]

Ruas
- Rua Gonçalves Dias, RJ, a antiga rua dos Latoeiros, donde vivera o poeta teve o seu nome alterado logo após a sua morte.[16]
- Rua Gonçalves Dias. BH, importante rua que leva da Região Centro-Sul da cidade à Praça da Liberdade e à região Oeste, passando por outras importantes vias.
- Dezenas de cidades brasileiras possuem ruas com o nome do poeta, dentre elas: São Luís, Timon, Caxias, MA em Porto Velho, RO.

Escolas
- Escola Municipal Antônio Gonçalves Dias em Foz do Iguaçu, PR.
- Escola Estadual Gonçalves Dias em São Paulo, SP.

Navios
- Gonçalves Dias (1920)